# Cathédrale San Pancrazio d'Albano Laziale
La cathédrale San Pancrazio (en italien : cattedrale di Albano ou cattedrale di San Pancrazio di Albano) est une basilique et une cathédrale catholique romaine dans la ville d'Albano Laziale, dans la province de Rome et la région du Latium, en Italie. Elle est le siège du diocèse suburbicaire d'Albano.

## Histoire
Le bâtiment actuel fut consacré en 1721, mais se trouve sur le site d'une basilique plus ancienne, dédiée à saint Jean Baptiste, fondée par Constantin Ier. Le pape Léon III a construit une nouvelle cathédrale sur le site et a changé la dédicace pour Pancrace de Rome.

## Architecture

### Extérieur
La façade de 1722 a été réalisée par l'architecte Carlo Buratti en peperino ou piperino, roche magmatique typique des zones de Vitorchiano et Soriano nel Cimino, dans la province de Viterbe. Elle est divisée en trois parties par des pilastres : au centre, il y a un tympan avec les armoiries du cardinal-évêque Fabrizio Paolucci, surmonté d'une grande croix, et autour, deux flambeaux en signe du Saint-Esprit.
Au centre de la façade se trouve une baie aveugle imitant la loggia de bénédiction qui existait dans les basiliques pontificales romaines, surmontée d'une frise représentant la palme du martyre, en référence à saint Pancrace.

### Intérieur
L'intérieur de l'église était à l'origine de style baroque tardif, mais a été fortement influencé par des interventions néoclassiques du milieu du XIXe siècle jusqu'aux années 1910. La cathédrale a un plan basilical à trois nefs couvertes de voûtes en berceau : sur les côtés, il y a six chapelles latérales décorées de peintures des XVIIe et XVIIIe siècles , dont un retable d'Anastasio Fontebuoni représentant l'Annonciation avec les saints Blaise et Jérôme, documenté en 1611.
La contre-façade est occupée par une grande cantorìa supportant un orgue à tuyaux désaffecté. Au-dessus, on peut lire la plaque commémorative du cardinal-évêque Ferdinando d'Adda apposée par son successeur Fabrizio Paolucci.
Près des fonts baptismaux, une plaque originellement exposée sur la façade est conservée : il s'agit d'une copie du chirographe par lequel le pape Pascal II, en 1118, exprime sa bienveillance à l'égard des Albanais en les exemptant du paiement de certains impôts.

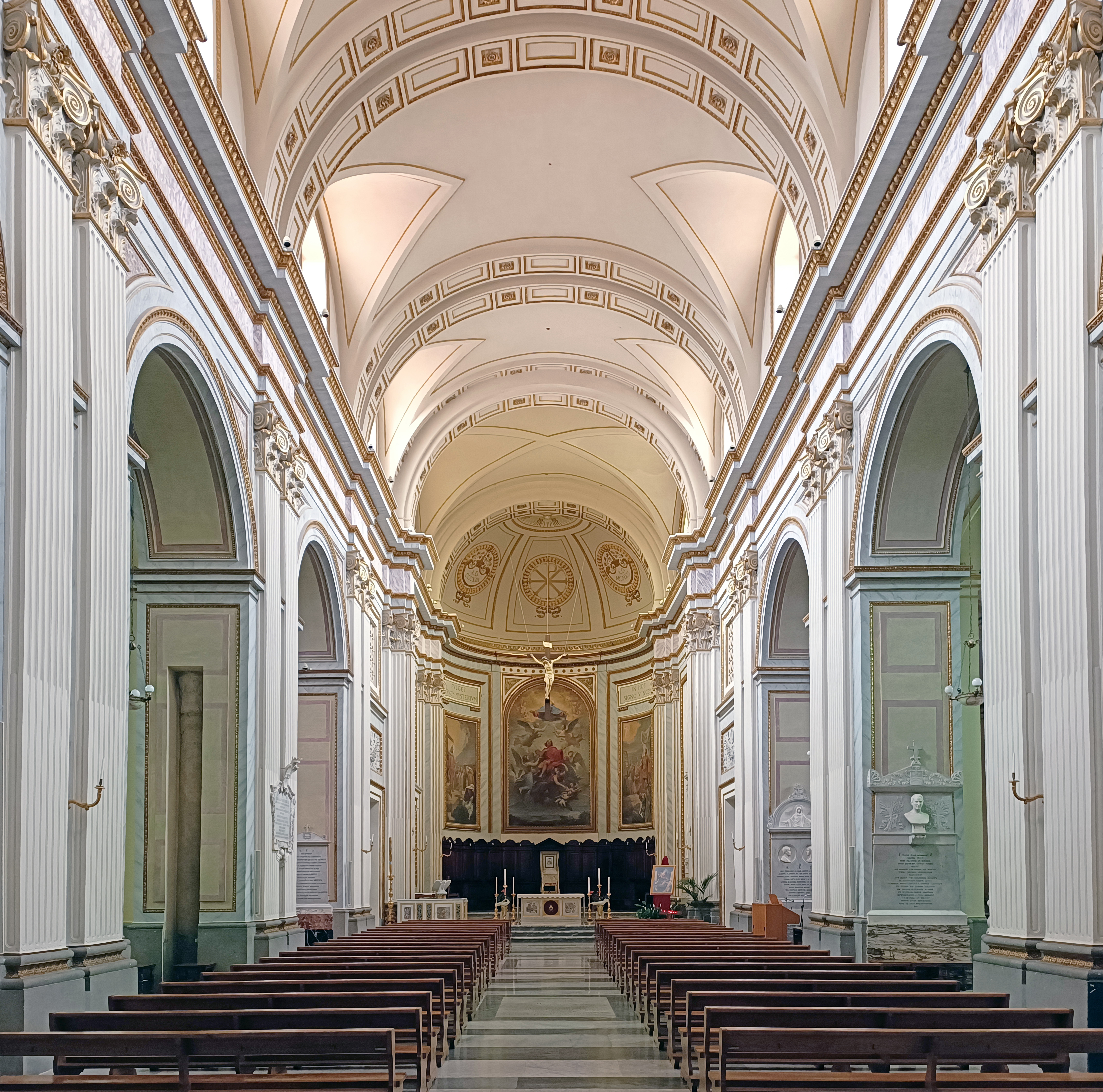
L'intérieur de la cathédrale d'Albano.

Dans la crypte située sous le presbytère sont conservés quelques-uns des chapiteaux ioniques de l'ancienne basilique paléochrétienne que le pape Léon III (795-815) avait fait reconstruire après un violent incendie. Après diverses vicissitudes et modifications, comme la construction de la sacristie et d'un petit cimetière à côté, le cardinal Fabrizio Paolucci a fait construire la façade actuelle en 1772, sur la base d'un projet de l'architecte Carlo Buratti, tandis que l'aspect actuel de la basilique n'est apparu qu'en 1913, à la suite de nouvelles adaptations et de travaux de restauration réalisés pendant plus d'un demi-siècle, avec le soutien financier de la population d'Albano.

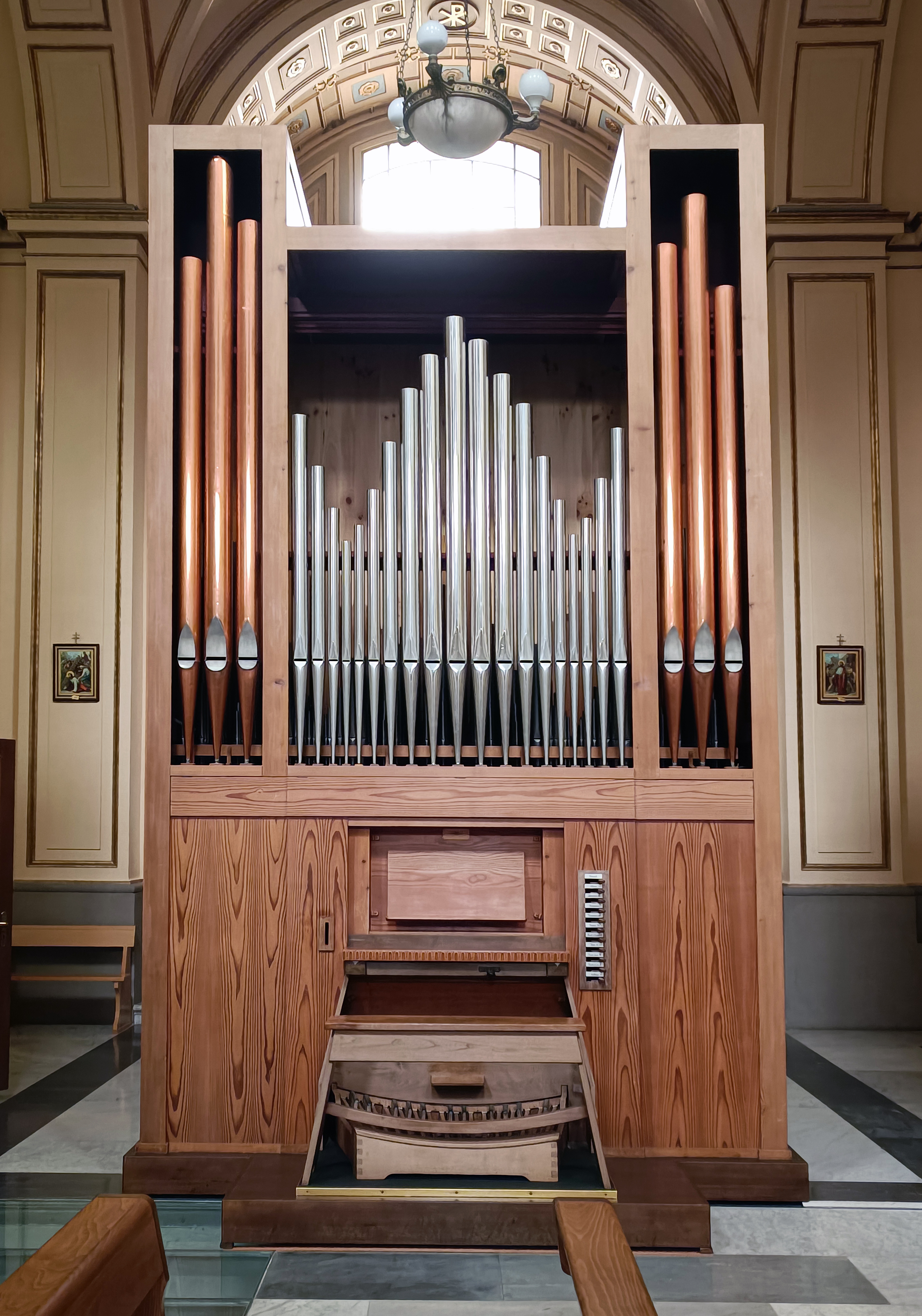
L'orgue de Tamburini.

Ces interventions ont permis d'exposer une série de colonnes de la cathédrale médiévale de Léon III et de dédier l'église non seulement à saint Jean Baptiste, mais aussi à saint Pancrace, tous deux protecteurs de la ville.
Un précieux sarcophage en marbre du début de l'ère chrétienne, avec un personnage central en prière, est conservé dans la cathédrale.
Sous le troisième arc entre la nef et le bas-côté gauche se trouve un orgue mécanique, construit par Claudio Anselmi Tamburini en 1992 et déplacé à cet endroit en 2020.

## Source
- (en) Cet article est partiellement ou en totalité issu de l’article de Wikipédia en anglais intitulé « Albano Cathedral » (voir la liste des auteurs).